# آناستازیا دمیتروک
آناستازیا دمیتروک (اوکراینی: Анастасія Дмитрук؛ زادهٔ ۳۱ ژانویهٔ ۱۹۹۱) شاعر، و نویسنده اهل اوکراین است.